# آنا هارييت هاير
آنا هارييت هاير (بالإنجليزية: Anna Harriet Heyer)‏ هي أمينة مكتبة أمريكية، ولدت في 30 أغسطس 1909 في ليتل روك في الولايات المتحدة، وتوفيت في 12 أغسطس 2002 في فورت وورث في الولايات المتحدة.